# Velež
A Velež (szerbül: Вележ / Velež) hegység Bosznia-Hercegovina déli részén. A Neretva völgyétől keletre, a történelmi Hercegovina középső részén, Mostartól nem messze található, és több mint 15 kilométer hosszan húzódik délkeleti irányban Nevesinje poljéig, és a közepénél kettészeli a Bosznia-hercegovinai Szerb Köztársaság és a Bosznia-hercegovinai Föderáció határa. A hegység legmagasabb pontja az 1968 méter magas Botin. Nevét a szláv mitológia pogány Velesz istenéről kapta.

## Földrajzi jellemzői
A hegység a Dinári-hegység része, és a délnyugati Neretva-völgy és a keleti Nevesinjsko polje között fekszik. Míg délnyugat felé lankásan lejt, az északkeleti oldalon meredek sziklafalak uralják Nevesinjsko polje és az északra szomszédos Hansko polje panorámáját. A hegy nyugati lábánál terül el Mostar világörökségi városa, a további nagyobb települések Velež környékén: Nevesinje, amely egy eldugott hegyi völgyben fekszik, Blagaj, kis történelmi település, amely a Buna folyó forrása közelében található, és Podvelež falu, amely közvetlenül a hegycsúcs alatt található. 
A Velež egy erősen karsztos hegység, ahol alig van felszíni víz. Ennek ellenére déli lábánál, Blagaj közelében azonban található Vrelo Bune karsztforrás, amely Európa egyik legbővizűbb forrása. A csodálatos természeti környezet és a török tekke történelmi együttese az UNESCO világörökségi javaslati listáján is szerepel.
A Brasina északnyugati csúcsán egykor katonai létesítmény és egy televíziós adóállomás állt, de ezek a boszniai háború és Mostar ostroma alatt elpusztultak. A hegy nyugati része ma is erősen elaknásított, így megközelítése életveszélyes.
A város feletti platón nemzetközi összefogás keretében szélerőműpark épült, amely 20 darab, egyenként 6,6 MW teljesítményű szélturbina felépítését tervezi közel 200 millió euró értékben. 2021-ben adták át az első 15 turbinát, a teljes befejezést 2027-re tervezik.

## Érdekességek
A hegyről kapta a nevét az FK Velež Mostar labdarúgócsapata. A klubot 1922-ben alapították, egyszeres bosznia-hercegovinai, valamint kétszeres jugoszláv kupagyőztes, illetve egyszeres Balkán-kupa győztes. A klub jelenleg is a bosznia-hercegovinai első osztályban szerepel.

## Galéria

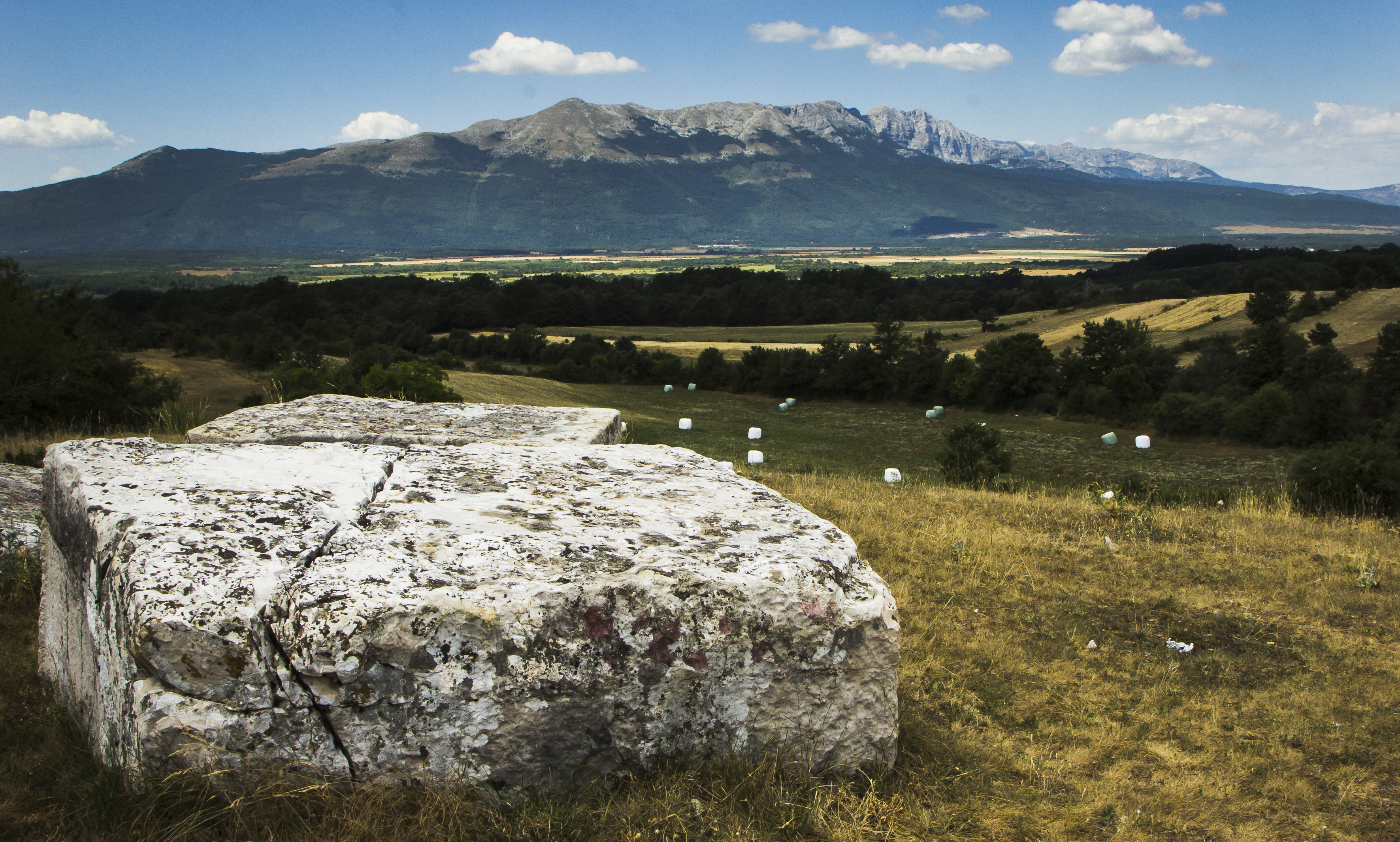
Látképe a Nevesinjsko polje felől
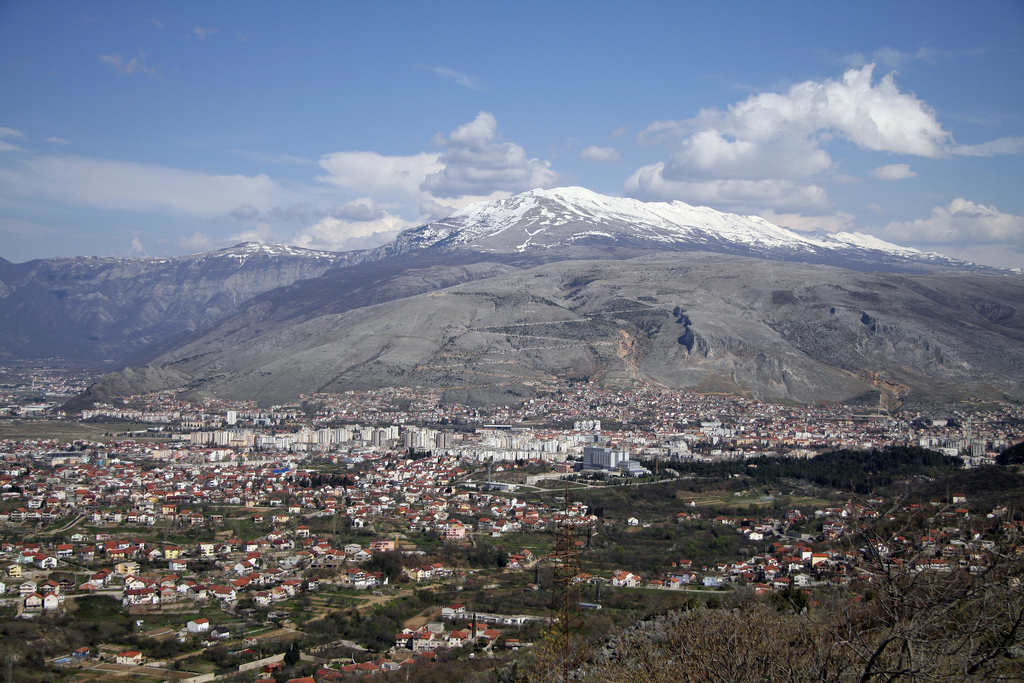
A Mostar városa fölé magasodó hegytömb
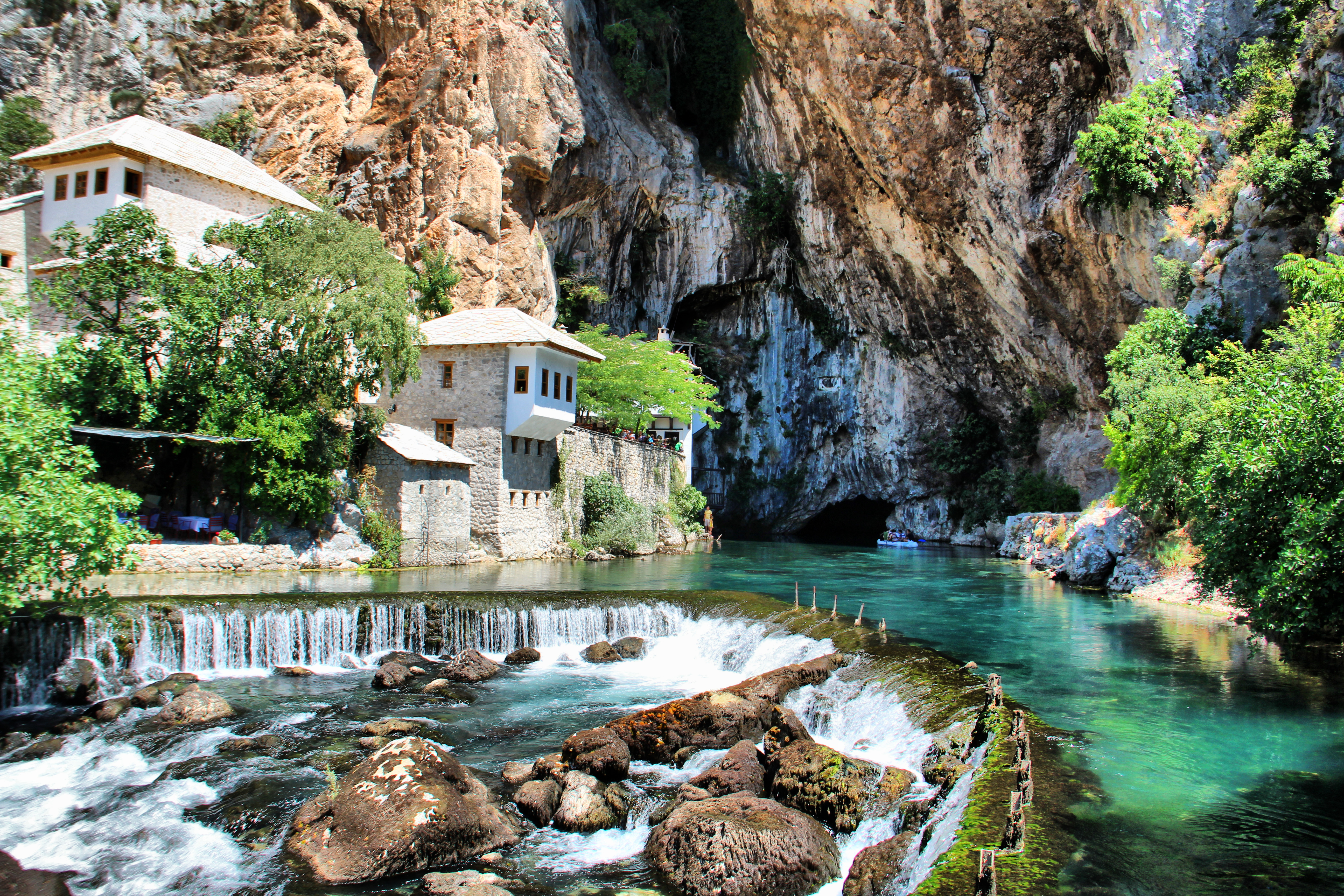
A Vrelo Bune Blagaj határába
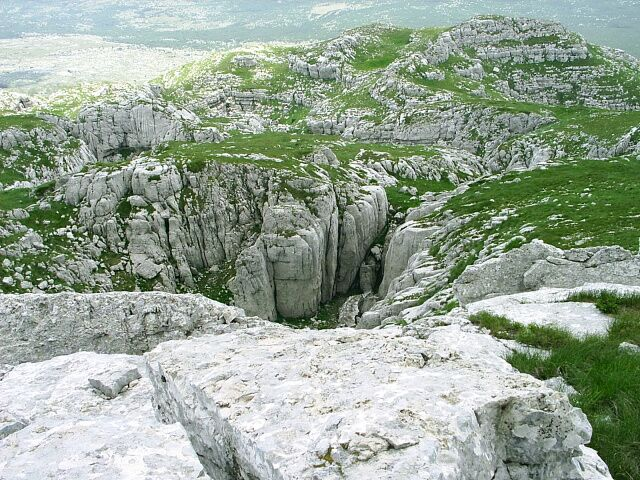
Karrmezők
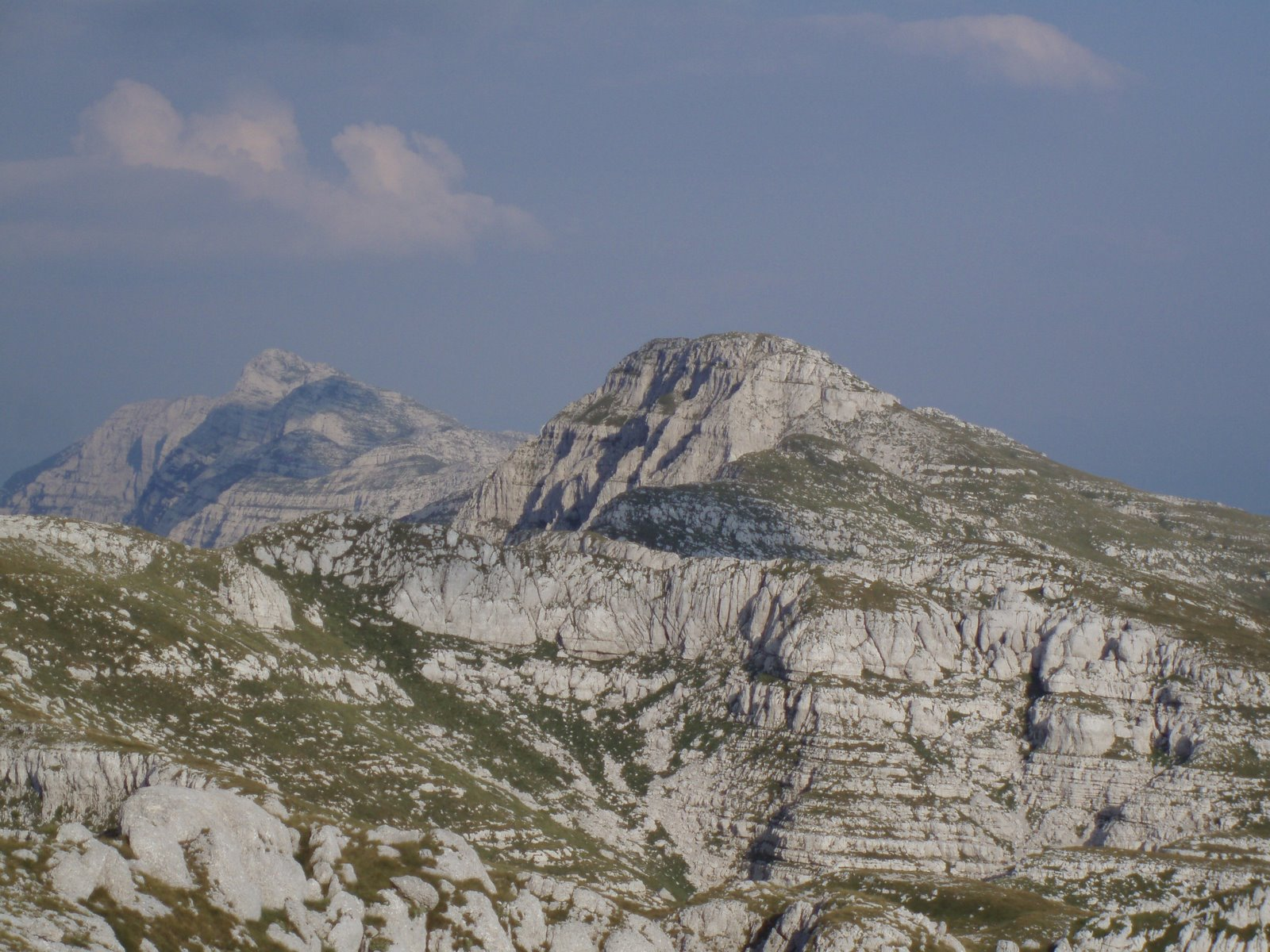
A sziklás csúcsrégió

## Fordítás
- Ez a szócikk részben vagy egészben  a   Velež (Bosnia and Herzegovina) című angol Wikipédia-szócikk ezen változatának fordításán alapul.  Az eredeti cikk szerkesztőit annak laptörténete sorolja fel. Ez a jelzés csupán a megfogalmazás eredetét és a szerzői jogokat jelzi, nem szolgál a cikkben szereplő információk forrásmegjelöléseként.